# Michel Dary
Michel Dary (ur. 20 września 1945 w Marsylii) – francuski polityk, eurodeputowany w latach 1994–2004.

## Życiorys
Z zawodu przedsiębiorca. Był radnym departamentu Delta Rodanu. Pełnił funkcję pierwszego wiceprzewodniczącego Lewicowej Partii Radykalnej.
W wyborach w 1994 z ramienia listy Energie Radicale (prowadzonej przez Bernarda Tapie) został wybrany do Parlamentu Europejskiego IV kadencji. Był członkiem frakcji Europejskiego Sojuszu Radykalnego. W 1999 z ramienia koalicji PS-PRG-MDC uzyskał reelekcję na V kadencję. Należał (od 2002) do Konfederacyjnej Grupy Zjednoczonej Lewicy Europejskiej i Nordyckiej Zielonej Lewicy, pracował w Komisji Prawnej i Rynku Wewnętrznego. W PE zasiadał do 2004. W 2010 przed paryskim sądem rozpoczął się jego proces karny, w którym został oskarżony o nadużycia.